# Retrato de Sigismondo Pandolfo Malatesta
El retrato de Sigismondo Pandolfo Malatesta (en italiano, Ritratto di Sigismondo Pandolfo Malatesta), es un cuadro del pintor renacentista Italiano Piero della Francesca. Está realizado al temple y óleo sobre tabla. Mide 44,5 cm de alto y 34,5 cm de ancho. Fue pintado hacia 1451, encontrándose actualmente en el Museo del Louvre, Francia, que lo adquirió en 1978.
Representa al condottiero y señor de Rímini y Fano Segismundo Malatesta.
El retrato representa al condottiero de perfil y, según algunas fuentes, se basó en una medalla ejecutada en 1445 por Pisanello, o una de Matteo di Pasti datada en 1450. La pintura en sí misma fue ejecutada por Piero della Francesca durante su viaje a Rímini, en el cual pintó también el fresco con Sigismondo Pandolfo arrodillándose y completamente de perfil, frente a san Segismundo en el Templo Malatestiano (Catedral) de la ciudad.
En el cuadro, el condottiero posa de perfil, lo cual es típico en los retratos de este tipo de figuras eminentes, que están en absoluta abstracción; de ese modo repite la iconografía oficial en línea con la de las medallas; no obstante, en la realización del cuadro queda clara una particular atención a los detalles naturalistas: esto se advierte, especialmente, en la minuciosa descripción del tejido de la ropa (posiblemente seda), en el realismo del pelo del comitente y de la misma carnación, que recibe unos matices muy propios de la pintura flamenca.
El rostro serio resalta contra el fondo oscuro. Tiene una nariz aguileña. El pelo está cortado en forma de casco, lo que se supone que era moda de la época. La expresión es casi hierática
Piero della Francesca pudo obtener semejante realismo gracias a su profundo conocimiento de la obra de los pintores flamencos, y en particular de la obra de Rogier van der Weyden.